# Коротич, Владимир Иванович
Влади́мир Ива́нович Коро́тич (25 июля 1929, Полтава — 14 сентября 2007, Екатеринбург) — советский и российский учёный-металлург, специалист в области подготовки сырья к доменной плавке.

## Биография
Родился 25 июля 1929 года в Полтаве. В 1935 году семья переехала на Урал в Невьянск, где в сентябре 1937 года В. И. Коротич поступил в начальную школу. Он проучился только до марта 1938 года, когда отца, обвинённого в политических преступлениях, арестовали.
Среднюю школу окончил в 1947 году в Одессе, после чего семья вновь вернулась на Урал — в Верх-Нейвинск, где реабилитированный отец занял должность главного инженера механического завода. В 1947 году поступил на механический факультет Уральского индустриального института, но после первого семестра перевёлся на металлургический по специальности «доменное производство».
Окончил Уральский политехнический институт в 1952 году с квалификацией инженер-металлург. В 1955—1988 годах учился в аспирантуре УПИ и работал ассистентом. Защитил кандидатскую диссертацию в 1958 году, с 1960 года работал в звании доцента. В 1966 году защитил докторскую диссертацию, в 1968 году получил звание профессора. Является автором спецкурсов по теории, технологии, устройствам и оборудованию агломерационного производства.
В 1978 году подготовил и издал первый в стране учебник по теории и технологии окускования «Основы теории и технологии подготовки сырья к доменной плавке». В 1968—1982 годах заведовал кафедрой «Металлургия чугуна» (ныне кафедра металлургии железа и сплавов УрФУ), в 1983—1988 годах занимал должность проректора по международным связям.
За 50 лет работы в Уральском политехническом институте (позже УГТУ-УПИ) Владимир Иванович Коротич не был награждён или удостоен каких-либо званий.
Скончался 14 сентября 2007 года. Похоронен на Ивановском кладбище Екатеринбурга.

## Профессиональные интересы
Специалист в области подготовки железорудных материалов к плавке. Главное направление научной деятельности — изучение процесса агломерации железорудных материалов и разработка научных основ совершенствования производства агломерата. Основоположник специального курса по окускованию железорудного сырья, автор единственного в стране учебника для вузов по этому курсу. Автор наиболее признанной теории образования сырых окатышей.
В 1969 году В. И. Коротич не принял предложение академика В. К. Грузинова переехать в Казахстан и занять место заместителя директора Химико-металлургического института АН КазССР в Караганде. В 1970 году был направлен в 2-х годичную командировки в Гвинею. Вернувшись из командировки в 1972 году, В. И. Коротич продолжил работу с аспирантами и научными сотрудниками кафедры, но в ноябре 1975 года, по приказу MB и ССО РСФСР вновь уезжает в Гвинею. В течение двух лет работы в Конакрийском университете он готовит и читает на французском языке курсы лекций «Принципы металлургии» и «Подготовка руд к металлургическому переделу» (издаёт конспекты лекций). Последняя командировка В. И. Коротича в Гвинею (в качестве руководителя группы) состоялась в 1979 году. Также В. И. Коротич командировался для чтения лекций в вузы Болгарии и Чехословакии, выступал с открытыми, в том числе обзорными, лекциями в Москве (МИСиС) и Днепропетровске (ДМетИ). Вернувшись на Родину в 1981 году, отказался от заведования кафедрой металлургии чугуна. С 1983 по 1988 годы он работает в должности проректора УПИ по международным отношениям. Весной 1988 года В. И. Коротич возвращается на кафедру и работает в должности профессора до ухода на пенсию (2002).
Подготовил 22 кандидата наук и 2 доктора наук. Имеет авторские свидетельства на изобретения. Автор печатных работ, в том числе 4 монографий.
Большинство теоретических разработок В. И. Коротича нашли практическое применение и реализованы в производстве окускованного сырья. Значительный вклад в это внесли отраслевые институты «ВНИИМТ», «Уралмеханобр», «Ленмеханобр», «ЛенНИИгипрохим» и др. До настоящего времени, по направлению «окускование железных руд» научные работы В. И. Коротича имеют высокий индекс цитируемости в отечественной и зарубежной печати.

### Диссертации
- кандидатская (1958) — «Разработка рациональной технологии переработки сернистых бокситов»[13];
- докторская (1966) — «Исследование основных физических процессов при агломерации железорудных материалов методом просасывания»[14][12].

## Семья
- Жена — Маргарита Васильевна Коротич;
- Сын — Александр;
- Сын — Андрей[15].